# Eugen Tetzel

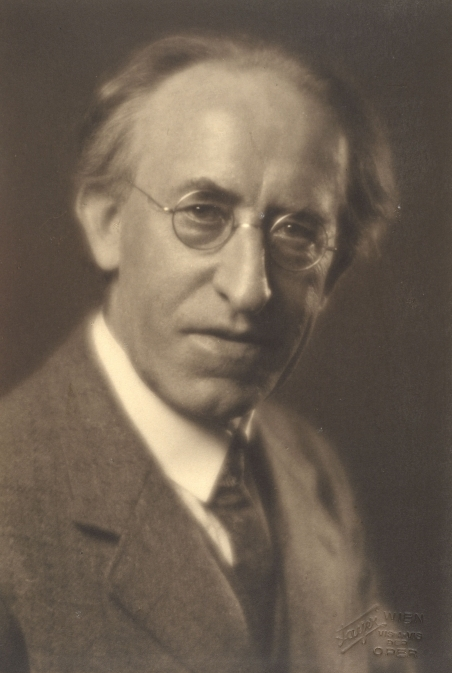
Aufnahme von Georg Fayer (1927)

Eugen Carl Gottfried Tetzel (* 3. September 1870 in Berlin; † 22. September 1937 in Newton Mearns) war ein deutscher Musikpädagoge, Musikschriftsteller und Komponist.

## Leben
Tetzel studierte an der Berliner Musikhochschule bei Karl Heinrich Barth, Heinrich von Herzogenberg und Max Bruch. Anschließend war er Lehrer an der Akademie für Musik von John Petersen und am Konservatorium des Westens. Er veröffentlichte mehrere Bücher zur Klaviertechnik sowie ein Konzert für Klavier und Streichorchester (1916).
Er war mit der Konzertsängerin Jane Highgate verheiratet.

## Werke
- Allgemeine Musiklehre und Theorie des Klavierspiels, mit einigen Uebersichts-Tabellen und schematischen Darstellungen, Berlin 1902
- Neuer Lehrgang des Klavierspiels, erläutert durch eine Abhandlung über die leitenden Grundsätze in Form einer Broschüre, Berlin 1903
- Über musikalisches Talent, in: Der Klavierlehrer, Jg. 27 (1904), S. 180–182
- Begründung der anlässlich der Neuerungen der „modernen Klaviertechnik“ aufgestellten sieben Thesen, 4. Musikpädagog. Kongress 1908 zu Berlin, in: Der Klavier-Lehrer, 1908
- Elementarstudien der Gewichtstechnik und Rollung beim Klavierspiel, Leipzig: Breitkopf & Härtel, 1909
- Das Problem der Modernen Klaviertechnik, Leipzig: Breitkopf & Härtel, 1909 (Digitalisat) – 3. Aufl. 1929
- Rhythmus und Vortrag, Berlin: Wölbung, 1926
- Die Schumann-Variationen von Brahms. Eine musikalische Analyse, in: Zeitschrift für Musik, Jg. 96, Nr. 6 vom Juni 1929, S. 311–318 (Digitalisat)